# Crunomys
Crunomys is een geslacht van knaagdier uit de Filipijnen en Celebes. Het behoort tot de zogenaamde New Endemics en is waarschijnlijk het nauwste verwant aan Archboldomys, Sommeromys, Melasmothrix en Tateomys. Er zijn in totaal vijftien exemplaren bekend, waarvan tien C. melanius. Er is echter gesuggereerd dat de overeenkomsten tussen Archboldomys en Crunomys niet door verwantschap, maar door convergente evolutie komen.
De verspreiding van dit geslacht - zowel op Celebes als op de Filipijnen - is uniek binnen de Murinae. Die verspreiding is wel verklaard met behulp van het feit dat Crunomys voorkomt in laaglandregenwoud. Daardoor zouden de soorten zich makkelijker hebben kunnen verspreiden. Ze zijn echter wel vrij zeldzaam: zowel de Noord-Luzonneusrat uit de provincie Isabela in het noorden van Luzon als Crunomys suncoides uit Mount Kitanglad op Mindanao is van slechts één exemplaar bekend; slechts drie voorbeelden van Crunomys celebensis uit Midden-Celebes zijn ooit gevangen. De meest algemene soort is Crunomys melanius, met niet minder dan tien exemplaren uit verschillende locaties op Mindanao, Camiguin en Leyte.
Crunomys bevat kleine tot middelgrote muizen met een staart korter dan de kop-romplengte. De achtervoeten zijn lang en smal. De eerste en vijfde teen zijn gereduceerd. De vacht is kort en dik. De bek, de top van het hoofd, het midden van de rug, delen van de romp en de bovenkant van de poten zijn donker; de flanken zijn lichter en de buik is veel lichter. De kop-romplengte bedraagt 10 tot 12 cm en de staartlengte 7 tot 8 cm.